# Opel Zafira A
L'Opel Zafira A è una monovolume di fascia media, prodotta dalla Casa automobilistica tedesca Opel dal 1999 al 2005, e corrispondente alla prima generazione del modello Zafira.

## Profilo e caratteristiche

### Genesi e sviluppo
Fino alla seconda metà degli anni novanta, la Opel non aveva mai ottenuto risultati positivi nel settore delle monovolume: l'unico modello che aveva tentato di proporre in tale segmento, la Opel Sintra, grossa monovolume di fascia alta di progettazione statunitense, non aveva avuto successo nel mercato europeo, perché, nonostante fosse spaziosa e con una grande agilità, era rifinita non bene ed inaffidabile nella sicurezza.
Nel frattempo, nel 1997, a Francoforte, fu presentata la seconda generazione dell'Opel Astra, vettura di fascia medio-bassa, concorrente di Volkswagen Golf e Renault Mégane. Quest'ultima, in particolare, si distingueva per il fatto di proporre una grande varietà di carrozzerie (sei) sullo stesso pianale, tra cui una monovolume di taglia media, la Renault Scénic, che all'epoca si confrontava in Europa solo con la Mitsubishi Space Runner, vettura peraltro di scarsa diffusione.
Per tentare un nuovo inserimento nel settore delle monovolume, Opel aveva deciso da tempo di proporre una vettura, in questo caso basata sull'Astra, che potesse contrastare il successo della monovolume media Renault, ma con alcune caratteristiche che la distinguessero in modo significativo dalla francese, soprattutto per dimensioni e capacità. L'erede della Sintra nei listini Opel sarebbe stata quindi una vettura più piccola ed appartenente ad una fascia inferiore, ma con alcuni contenuti tipici di monovolume di taglia più grande. Per questi motivi, alla stessa manifestazione in cui venne ufficialmente lanciata l'Astra G la nuova monovolume media fu svelata in veste di concept car, per vagliare il gradimento del pubblico.

### Debutto
La nuova vettura in veste definitiva fu lanciata nel 1999 con il nome di Zafira: la commercializzazione è stata avviata nella primavera di quell'anno, a maggio.
Le vendite iniziarono ufficialmente il 16 Aprile 1999.

#### Design esterno ed abitacolo
Esternamente, la Zafira A non spiccava per originalità, ma appariva piuttosto sobria, anche se comunque decisamente gradevole e sicuramente non anonima. Il frontale tradiva la chiara parentela con l'Astra G, evidenziata dalla forma e dal taglio dei gruppi ottici, praticamente identici, compreso lo spigolo sul lato superiore. Anche la calandra era stata ripresa nel disegno dalla berlina di segmento C. Ancora più sobria la fiancata, apparentemente più slanciata rispetto alle principali concorrenti, soprattutto per le dimensioni superiori. Una fascia paracolpi in plastica grezza percorreva l'intera lunghezza del corpo vettura, scavalcando i passaruota e raccordandosi con le fasce paracolpi che attraversano i paraurti anteriore e posteriore. In coda si percepiva la stessa sobrietà unità alla razionalità del design: l'ampio portellone del vano bagagli non lasciava concessioni se non alla praticità di utilizzo. Tale orientamento stilistico era evidenziato da particolari come la battuta del portellone a filo del paraurti, il che abbassava la soglia di carico facilitando il carico di bagagli ingombranti o pesanti.
Anche l'abitacolo non brillava certo per slanci stilistici, specialmente nel disegno di plancia e cruscotto, ma a parte questo, si potevano notare dei nuovi e significativi contenuti che avrebbero finito per fare della Zafira A una delle più temibili concorrenti di Scénic e Multipla. Va detto infatti che in fase di progetto, la cura massima è stata impiegata proprio per l'abitacolo, in modo da ottenere il miglior sfruttamento possibile dello spazio interno. L'originalità del progetto che ha portato alla realizzazione della prima generazione della Zafira stava proprio in questo aspetto, piuttosto che nel design esterno. I sette posti disposti su tre file erano un aspetto che le conferiva una marcia in più rispetto alla concorrenza, che all'epoca del debutto era ancora piuttosto scarna come scelta di modelli; in secondo luogo i sedili delle ultime file potevano essere piegati e fatti scomparire nel pavimento della vettura, assieme o individualmente, per aumentare il volume del bagagliaio. Questo sistema, chiamato "Flex 7", all'epoca era considerato rivoluzionario; in altre monovolume era necessario infatti rimuovere fisicamente i sedili inutilizzati per fare spazio nel bagagliaio. In questo modo la capienza del vano bagagli, di soli 150 litri in configurazione a sette posti, cresce fino a 600 litri con posto per cinque persone. Una simile soluzione era comunque già presente in altri veicoli coevi come la Mitsubishi Space Wagon seconda serie, anch'essa una rivale di riferimento. Non era ancora possibile, invece, far scomparire il divano della fila centrale di posti, ma era comunque possibile abbatterlo in avanti e farlo avanzare: in questo modo la capienza saliva notevolmente, fino ad un massimo di 1700 litri fino al tetto, ma con possibilità di accesso a sole due persone. Il divano, poi, era anche frazionabile secondo lo schema 1/3 - 2/3 e ciò dava la possibilità di caricare oggetti di forma allungata, come per esempio degli sci.

#### Meccanica e motori
La Zafira A condivideva il pianale con la contemporanea Astra G, rispetto alla quale, però, era stato incrementato il passo di circa 9 cm. Un buon lavoro era stato svolto sul fronte della sicurezza, per garantire una struttura rigida e dalle buone doti di assorbimento degli urti. Un telaietto ausiliario anteriore aveva lo scopo di assorbire gli urti frontali, mentre le apposite barre antintrusione sulle portiere garantivano un'adeguata protezione in caso di urto laterale. Anche la meccanica è totalmente ripresa dalla berlina, a partire dalle sospensioni, di tipo MacPherson all'avantreno e a ruote interconnesse con ponte semitorcente ad U sull'asse posteriore. L'impianto frenante faceva uso di dischi autoventilanti sull'avantreno e pieni sul retrotreno, con ABS gestito dalla stessa centralina che si occupa anche del controllo di trazione (previsto al suo debutto solo con il motore 1.8), integrando tra loro i due sistemi elettronici. I dischi freno erano comunque di dimensioni maggiori rispetto a quelli impiegati sull'Astra G, poiché erano di 280 mm di diametro all'avantreno, anziché 256, e di 264 mm al retrotreno anziché 240. Lo sterzo era a cremagliera con servocomando di tipo elettroidraulico che richiede un dispendio energetico inferiore e contribuisce a ridurre, seppur leggermente, i consumi.
Al suo debutto, la Zafira A è stata proposta solo in due motorizzazioni a benzina: si trattava delle unità da 1,6 e 1,8 litri, tutti e due a quattro valvole per cilindro, della potenza di 101 e 115 CV rispettivamente. Entrambi i motori equipaggiavano già anche le Astra.
Il cambio previsto di serie per entrambe le motorizzazioni era del tipo manuale a 5 marce.

#### Allestimenti e dotazioni
Al suo esordio, la Zafira prima serie è stata proposta in un solo livello di allestimento, denominato CDX e comprendente: ABS, doppio airbag frontale, airbag laterali anteriori, autoradio, cerchi in lega, controllo di trazione (solo per il 1.8), fendinebbia, poggiatesta posteriori, climatizzatore, indicatore temperatura esterna, retrovisori esterni riscaldabili e a regolazione elettrica, tergilunotto, vetri elettrici anteriori e posteriori.
La lista optional comune alle due motorizzazioni prevedeva: antifurto, cruise control, lavatergifari, tetto apribile e vernice metallizzata. Faceva eccezione solo il controllo di trazione, non disponibile per la 1.6 neppure con sovrapprezzo, ed il cambio automatico, disponibile come optional solo sulla 1.8.

### Evoluzione

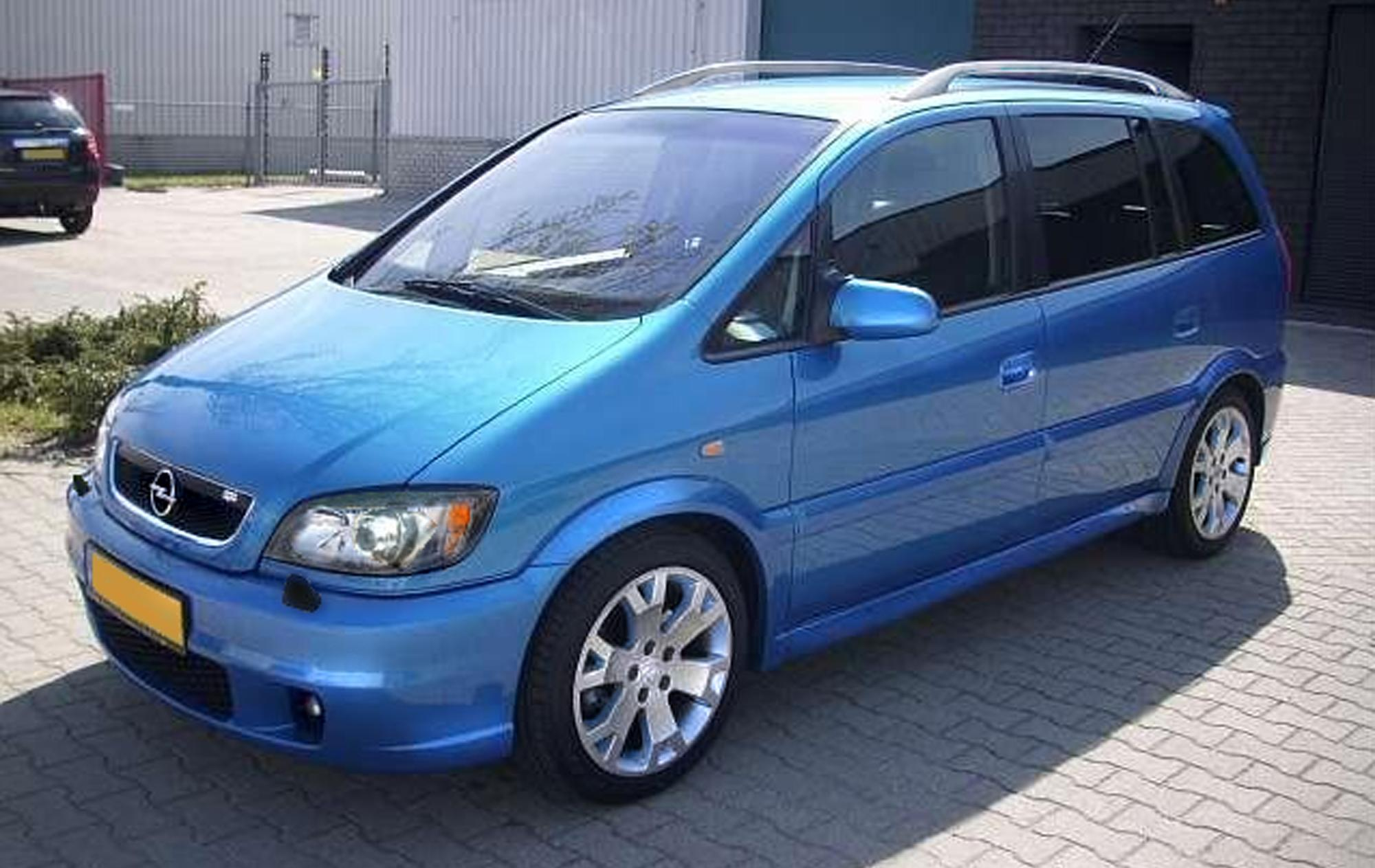
La Zafira OPC con motore da 192 CV

La commercializzazione della prima generazione della Zafira cominciò così nella primavera del 1999, con produzione stabilita nell'impianto Opel di Bochum, in Germania. Entro la fine dello stesso anno, la gamma si ampliò con l'arrivo della Zafira 2.0 DI 16v, prima versione a gasolio, in questo caso spinta da 2 litri turbodiesel ad iniezione diretta, della potenza di 82 CV. Anche questa motorizzazione è stata proposta nei due livelli di allestimento, ma sempre senza la possibilità di avere in alcun modo il controllo di trazione; contemporaneamente venne introdotto un terzo livello, più semplificato e denominato CD, previsto per 1.6 e 2.0 DI, e che rispetto a quello più ricco rinunciava agli airbag laterali, all'autoradio, ai cerchi in lega, ai vetri elettrici posteriori ed ai fendinebbia, oltre che al controllo di trazione, anche qui non disponibile neppure come optional.
Nel 2000 i due livelli di allestimento vennero rinominati: il livello CD cambiò nome in Comfort, mentre il livello CDX divenne Elegance. Nella stessa occasione il motore 1.8 vide un incremento di potenza, passando da 115 a 125 CV, mentre il 2 litri privo di intercoolerr da 82 CV lasciò il posto al 2 litri turbodiesel con intercooler da 101 CV ed il 1.6 di base fu rivisitato per passare già dalla normativa Euro 3 alla normativa Euro 4. Per alcuni mercati, tra cui quello tedesco ed altri mercati stranieri (ma non per quello italiano) la prima serie della Zafira fu anche proposta con un 2.2 16v a benzina da 147 CV, lo stesso che equipaggiava anche la sportiva Speedster.

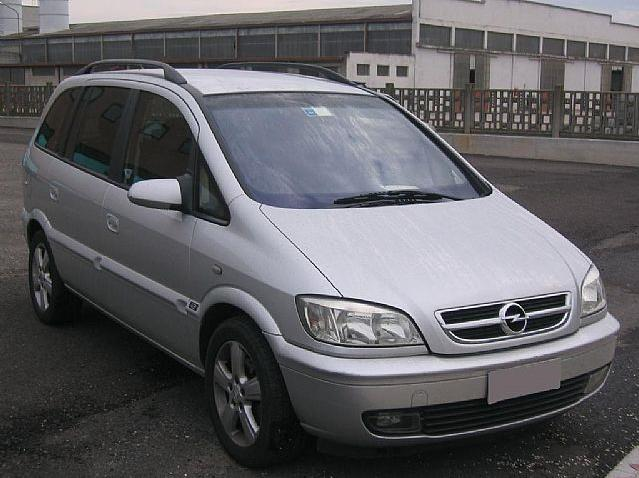
Una Zafira A post-restyling

Una delle novità più particolari per la Zafira e più in generale per il mondo delle monovolume europee di allora, si ebbe l'anno seguente, nel 2001, quando in listino entrò la Zafira 2.0 16v Turbo OPC, che può essere considerata la prima monovolume sportiva. Il suo motore sovralimentato da 2 litri era derivato direttamente da quello della sportiva Astra OPC, ed era in grado di erogare 192 CV di potenza massima. L'indole sportiva era visibile anche da fuori, grazie alla marcata caratterizzazione grintosa della carrozzeria. Questa versione, che rimarrà la top di gamma, avrà di serie anche il controllo di trazione. Alla fine dello stesso anno, fu presentata la versione a metano, che in alcuni paesi, però, sarebbe arrivata solo nel 2002. Nel mercato italiano, la Zafira a metano era nota come Zafira Eco M ed era spinta dal 1.6 presente nelle Zafira di base, ma con potenza ridotta da 101 a 97 CV.
Nel 2002, la gamma si ampliò ulteriormente con l'arrivo della Zafira 2.2 16v DTI, il cui turbodiesel Ecotec da 2.2 litri erogava fino a 125 CV di potenza massima.
Nel marzo del 2003 arrivò il restyling: la prima serie così aggiornata divenne riconoscibile per la calandra tagliata longitudinalmente in due, anziché in un solo pezzo, per il paraurti anteriore leggermente ridisegnato e per le plastiche dei gruppi ottici posteriori con nuova grafica. Internamente, il divano centrale migliorò nella modularità e nella fruibilità e i suoi posti laterali poterono usufruire degli attacchi Isofix per i seggiolini dei bambini. Per quanto riguarda la gamma, vi furono pochissime novità: venne introdotto un nuovo allestimento aggiuntivo, denominato Sport Design Edition e riservato alla sola versione 2.2 DTI, mentre la versione di punta, la OPC, vide la sua potenza salire da 192 a 200 CV.
L'anno seguente fu lanciata l'Astra H, preludio ad un imminente lancio della nuova serie della Zafira. Nel frattempo, la gamma della monovolume tedesca vide l'uscita di produzione della versione OPC e l'introduzione dell'allestimento Fashion Line, riservato alla 1.6 16v, così come l'estensione dell'allestimento Sport Design Edition anche ai motori 1.8 a benzina e 2.0 DTI.
Nel 2005 la prima generazione della Zafira venne definitivamente pensionata a favore del nuovo modello, noto come Zafira B.

#### Riepilogo caratteristiche
Di seguito vengono riepilogate le caratteristiche delle varie versioni previste per la gamma della prima generazione della Zafira:
| Modello                               | Motore | Cilindrata cm³ | Alimentazione                                          | Potenza CV/rpm | Coppia Nm/rpm  | Massa a vuoto (kg) | Velocità max | Acceler. 0–100 km/h | Consumo (l/100 km) | Anni di produzione |
| Versioni a benzina                    |        |                |                                                        |                |                |                    |              |                     |                    |                    |
| 1.6 16v                               | X16XEL | 1598           | Iniezione elettronica                                  | 101/6000       | 150/3600       | 1.317              | 176          | 13"5                | 8.7                | 1999-2000          |
| 1.6 16v                               | Z16XE  | 1598           | Iniezione elettronica                                  | 101/6000       | 150/3600       | 1.317              | 176          | 13"                 | 7.9                | 2000-05            |
| 1.8 16v                               | X18XE1 | 1796           | Iniezione elettronica                                  | 115/5400       | 170/3800       | 1.362              | 184          | 12"                 | 9                  | 1999-2000          |
| 1.8 16v                               | Z18XE  | 1796           | Iniezione elettronica                                  | 125/5600       | 170/3800       | 1.362              | 188          | 11"5                | 8.6                | 2000-05            |
| 2.0 16v Turbo OPC                     | Z20LET | 1998           | Iniezione elettronica + turbocompressore + intercooler | 192/5400       | 250/ 1950-5300 | 1.450              | 220          | 8"2                 | 10.6               | 2001-03            |
| 2.0 16v Turbo OPC                     | Z20LET | 1998           | Iniezione elettronica + turbocompressore + intercooler | 200/5600       | 250/ 1950-5300 | 1.465              | 220          | 8"2                 | 9.9                | 2003-04            |
| 2.2 16v1                              | Z22SE  | 2198           | Iniezione elettronica                                  | 147/5800       | 203/4000       | 1.490              | 200          | 10"6                | 8.5                | 2000-05            |
| Versioni a gasolio                    |        |                |                                                        |                |                |                    |              |                     |                    |                    |
| 2.0 16v DI                            | X20DTL | 1995           | Turbodiesel iniezione diretta                          | 82/4300        | 185/ 1800-2500 | 1.407              | 160          | 17"                 | 6.9                | 1999-2000          |
| 2.0 16v DTI                           | Y20DTH | 1995           | Turbodiesel iniezione diretta + intercooler            | 101/4000       | 230/ 1500-2500 | 1.428              | 175          | 14"                 | 6.6                | 2000-05            |
| 2.2 16v DTI                           | Y22DTR | 2172           | Turbodiesel iniezione diretta + intercooler            | 125/4000       | 280/ 1500-2750 | 1.475              | 187          | 11"5                | 6.5                | 2002-05            |
| Versioni bi-fuel                      |        |                |                                                        |                |                |                    |              |                     |                    |                    |
| 1.6 16v Eco M                         | Z16YNG | 1598           | Iniezione elettronica benzina/metano                   | 97/6000        | 140/4000       | 1.440              | 170          | 15"5                | 5.8                | 2001-04            |
| 1Non prevista per il mercato italiano |        |                |                                                        |                |                |                    |              |                     |                    |                    |

#### Le altre Zafira A

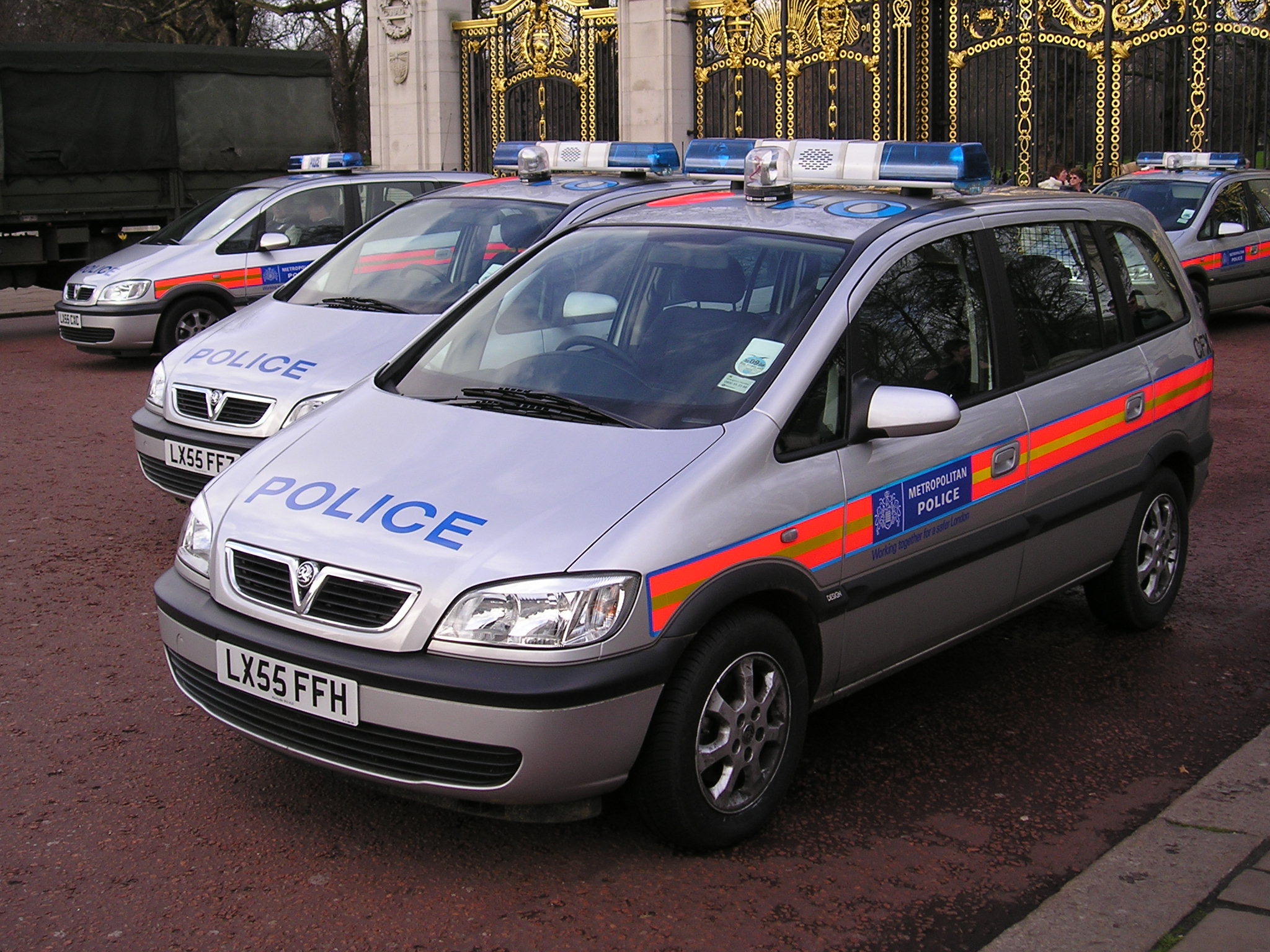
Vauxhall Zafira (I serie) della Metropolitan Police di Londra

La carrozzeria della Zafira A fu utilizzata dalla General Motors prototipo a celle combustibili a idrogeno HydroGen3. In Brasile viene prodotta anche una versione, destinata al mercato locale, equipaggiata con motore Flex.
La Zafira A è stata commercializzata dalla General Motors in tutto il mondo con altri marchi oltre a quello Opel, in alcuni casi anche con altri nomi:
- Opel Zafira - Europa (tranne Regno Unito), Sudafrica, Cina, Singapore
- Vauxhall Zafira - Regno Unito
- Holden Zafira - Australia, Nuova Zelanda
- Chevrolet Zafira - America Latina, Thailandia, Indonesia, Filippine
- Chevrolet Nabira - Malaysia
- Subaru Traviq - Giappone[2]

#### Stabilimenti di assemblaggio
- Bochum, Germania
- Rayong, Thailandia
- São José dos Campos, Brasile